# Topfrankolin
Topfrankolin (latin: Dendroperdix sephaena eller Francolinus sephaena) er en fasanfugl, der lever i det subsahariske Afrika.